# Pingjinguan congshu
Pingjinguan congshu (chinesisch 平津館叢書 / 平津馆丛书, W.-G. P'ing-ching-kuan ts'ung-shu; deutsch etwa: „Kollektaneen der Pingjin-Bibliothek“) ist ein chinesisches Sammelwerk (congshu) aus der Zeit der Qing-Dynastie, das von dem Textkritiker Sun Xingyan (1753–1818) zusammengestellt wurde. Es enthält 43 Bücher (zhong) mit einer Gesamtlänge von 254 juan („Schriftrollen“). Der Name dieses congshu leitet sich vom Namen des antiken Gebiets von Pingjin ab, mit dem der Staatsmann Gongsun Hong in der Zeit der Han-Dynastie belehnt wurde. Sun Xingyan war Landsteuer-Verwaltungsbeamter (duliangdao 督督糧) in Shandong und gab seinem Privatstudio den alten Namen der Region. Das Sammelwerk ist in zehn Abschnitte (ji) unterteilt, die nach den Zehn Himmelsstämmen nummeriert sind. Das Pingjinguan congshu umfasst Bücher zu einer Vielzahl von Themen, von Kommentaren über die konfuzianischen Klassiker bis hin zu historiografischen Büchern und militärischen Abhandlungen. Die Schriften der sogenannten verschiedenen „Meister und Philosophen“ (zhuzi) nehmen den größten Teil ein. Sun Xingyan sorgte dafür, dass alle Bücher in seiner Sammlung in einen hervorragenden Textzustand gebracht und daher einer textkritischen Untersuchung unterzogen wurden, um Fehler zu korrigieren. Es enthält viele Texte zu verschiedenen Themen, die ansonsten nicht erhalten geblieben sind. Zhu Jirong hat das Pingjinguan congshu überarbeitet und für die hohe Qualität des Textes gelobt. Die wichtigsten Drucke sind das Original aus der Jiaqing-Ära (1796–1820) und der Druck von Zhu Jirong aus dem Jahr 1885.
Im Hanyu da zidian (HYDZD) wurde das Pingjinguan congshu gemäß dessen Bibliographie für die folgenden Werke herangezogen:
- Shangshu 尚书 (Shu 书) – Sun Xingyan: Shangshu jinguwen zhushu 尚书今古文注疏  (Pingjinguan congshu, im Satz und Druck (paiyin) des Verlags Zhonghua shuju)
- Mu tianzi zhuan 穆天子传 – Hong Yixuan 洪颐煊 (校): Mu tianzi zhuan 穆天子传
- Cai Yong 蔡邕: Qincao 琴操
- Ying Shao 应劭:  Hanguan yi 汉官议
- Mouzi 牟子 (Lihuo lun 理惑论) (Meister Mou)
- Yang Quan 杨泉: Wuli lun 物理论
- Sun Xingyan 孙星衍: Xu Guwen yuan 续古文苑

Eine vollständigere Inhaltsübersicht liefert die Website Chinaknowledge.